# Tar (hudební nástroj)
Tār (z perštiny: تار, tār, doslova „struna“) je tradiční perský drnkací strunný nástroj (chordofon). Jedná se o typ loutny s dlouhým krkem, který se vyvinul v 18.–19. století v oblasti perského Šírázu postupným vývojem ze starých tradičních perských strunných nástrojů, jako je tanbur a rabāb, odkud se rozšířil přes celou perskou říši i do okolních států. Dnes je tento nástroj rozšířen nejen na Blízkém a Středním východě, ale také v oblastech Jižního Kavkazu a Centrální Asie a je jedním z nejdůležitějších hudebních nástrojů v perské a ázerbájdžánské tradiční hudbě (především radifu a mugamu).
Podle Sachsovy–Hornbostelovy klasifikace hudebních nástrojů zařazujeme tary mezi chordofony (strunozvučné nástroje, u nichž zvuk vzniká kmitáním struny).

## Tary (skupina nástrojů)
V perském prostředí se díky vysokému počtu strunných nástrojů od skupiny louten často odděluje samostatná skupina tarů, do které patří i nám nejznámější tar, kytara. Běžnou praxí v persky mluvících oblastech je rozlišování podle jejich původního počtu používaných strun. Starší a úplnější jméno tāru je čahārtār nebo čārtār (persky: چارتار nebo چهارتار), což v překladu znamená „čtyři struny“, (čahār se často zkracuje na čār). Kromě čārtāru ještě rozlišujeme dvoustrunný dutār (دوتار), třístrunný setār (سه‌تار), pětistrunný penčtār (پنج‌تار) a šestistrunný šeštār (شش‌تار). Toto rozdělení však dnes již není aktuální, protože počet strun se může lišit: indický sitar může obsahovat 7 popřípadě až 13 strun, šírázský tar má strun 6, kavkazský 11 atd. Některé nástroje si však udržely svůj název podle odpovídajícího počtu strun.

## Historie
Tar vznikl v Šírázu v 18.–19. století s největší pravděpodobností postupným vývojem z perského tanburu, používaném již v Sasánovské říši, přes formu starověkého rabābu (příbuzného s rubābem, na který se dodnes hraje v Afghánistánu) až do dnešní podoby. Tar je dnes nejrozšířenějším drnkacím nástrojem v Íránu a často se mu přezdívá podle místa vzniku „Târ-e Shirâz“ (Tar z Šírázu).

## Šírázský typ

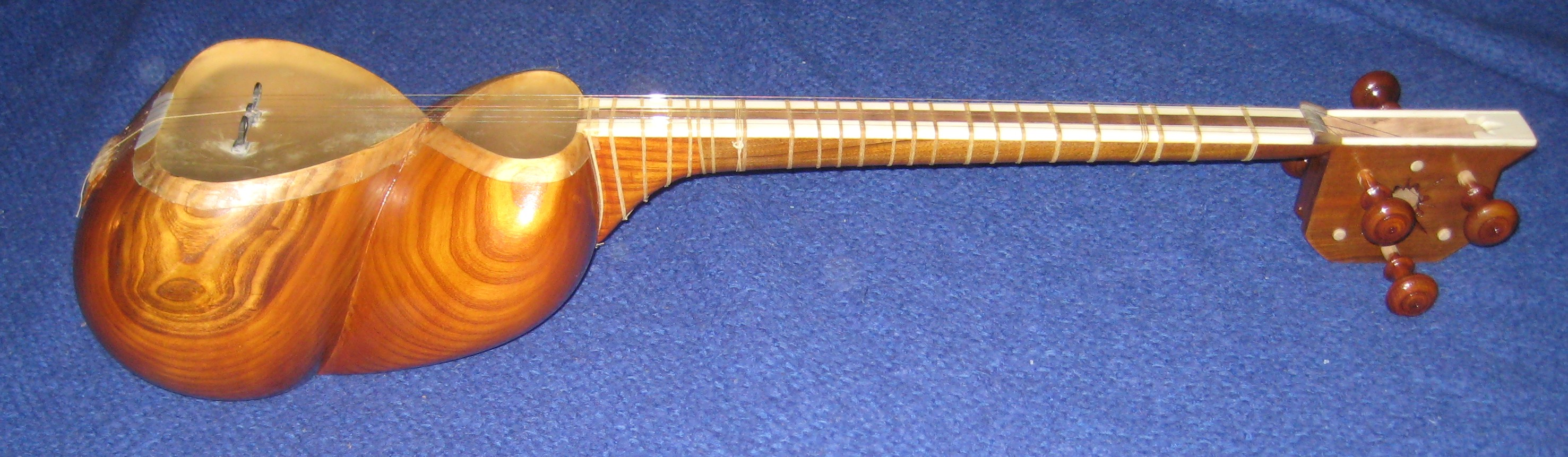
Tar šírázského typu s 6 strunami a 24 pražci

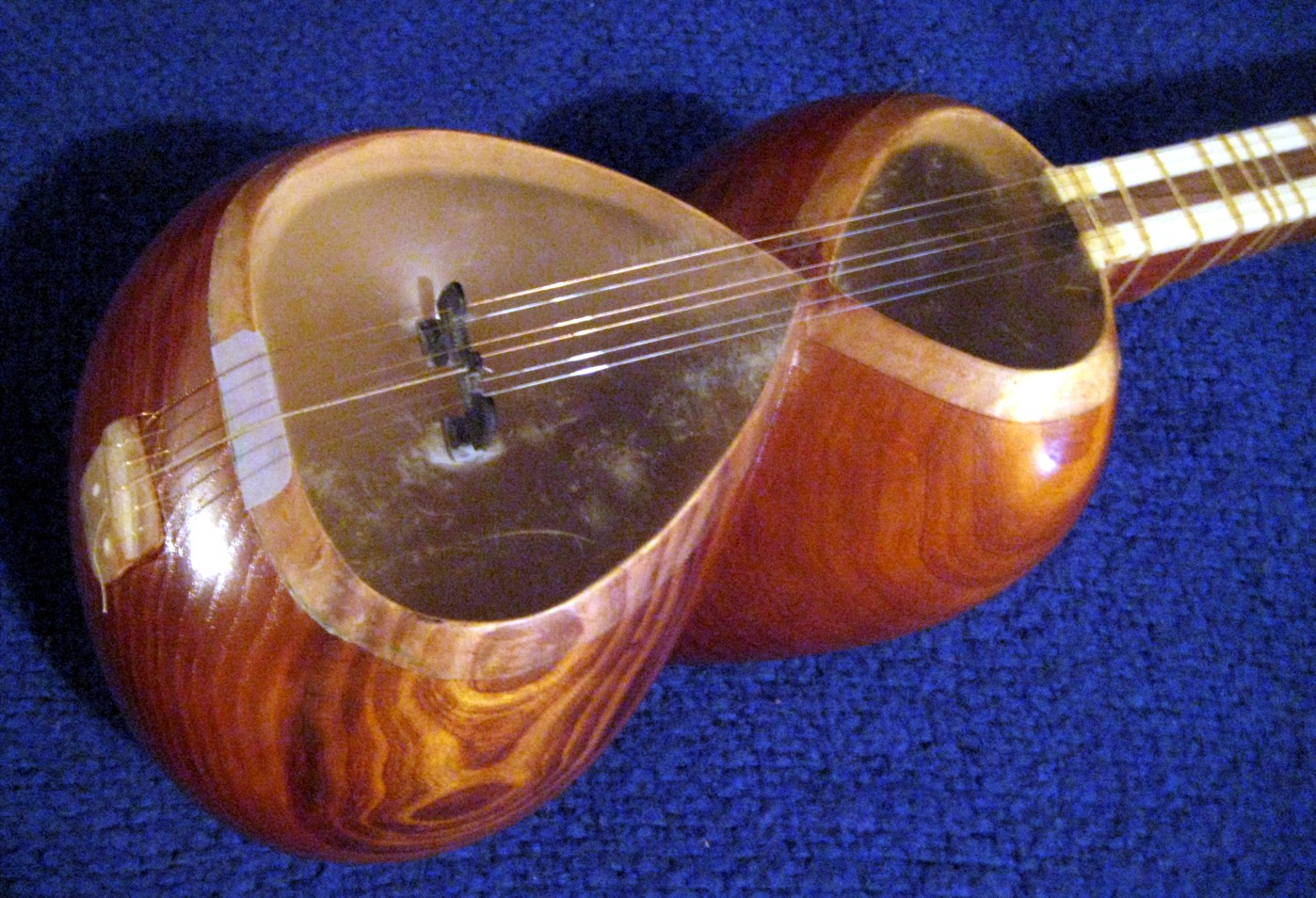
Přední strana taru

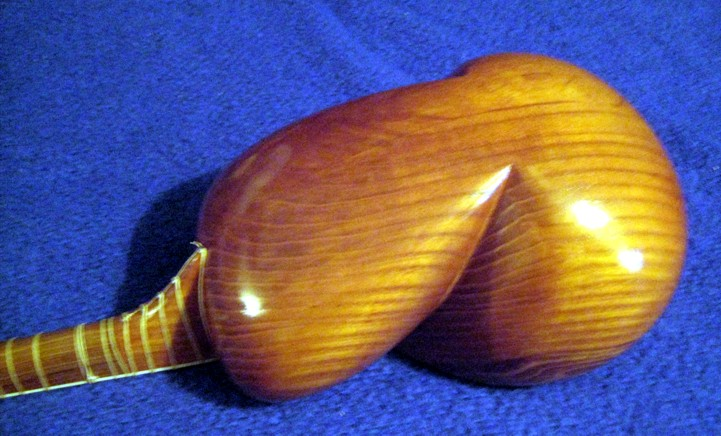
Zadní strana taru

Tar je pražcová „loutna “s dlouhým krkem a dvoubřichou ozvučnicí (tělem), které je vyřezané z jednoho kusu dřeva z moruše do tvaru 8 či přesýpacích hodin. Horní, menší část ozvučnice se nazývá „naghare“ a spodní, větší část „kasse“. Přes ozvučnici je natažena tenká blána z jehněčí kůže. Tar má celkem 6 strun (seskupených do 2x2 a 2x1), na které se hraje trsátkem známém jako „mezrab/mizrab“, a rozsah asi dvě a půl oktávy. První dvě struny se nazývají "bílé struny“, jsou vyrobeny z oceli a jsou laděny „unisono“. Další dvě se nazývají „žluté struny“, jsou vyrobeny z bronzu a jsou také laděny „unisono“. Poslední dvě struny (pátá a šestá struna zdola nahoru) mají různá jména, jsou vyrobeny z různých materiálů a jsou laděny s rozdílem o oktávu nebo na různé tóny. Pátá tenčí struna se nazývá „Drone String“ a je vyrobena z oceli, poslední, šestá a tlustší struna se nazývá „basová“ a je vyrobena z bronzu. Struny se používají v různé tloušťce a s rozdílnými rozestupy. Ladění strun se mění podle toho, v jakém módu (dastgāh) se hraje. Tar má 22–28 pohyblivých pražců na hmatníku. Pražce jsou tradičně vyráběny ze střev, každý pražec se skládá ze 3-4 závitů. Pražce opotřebené používáním lze vyměnit. Při hře se nástroj drží vysoko na prsou

## Kavkazský typ

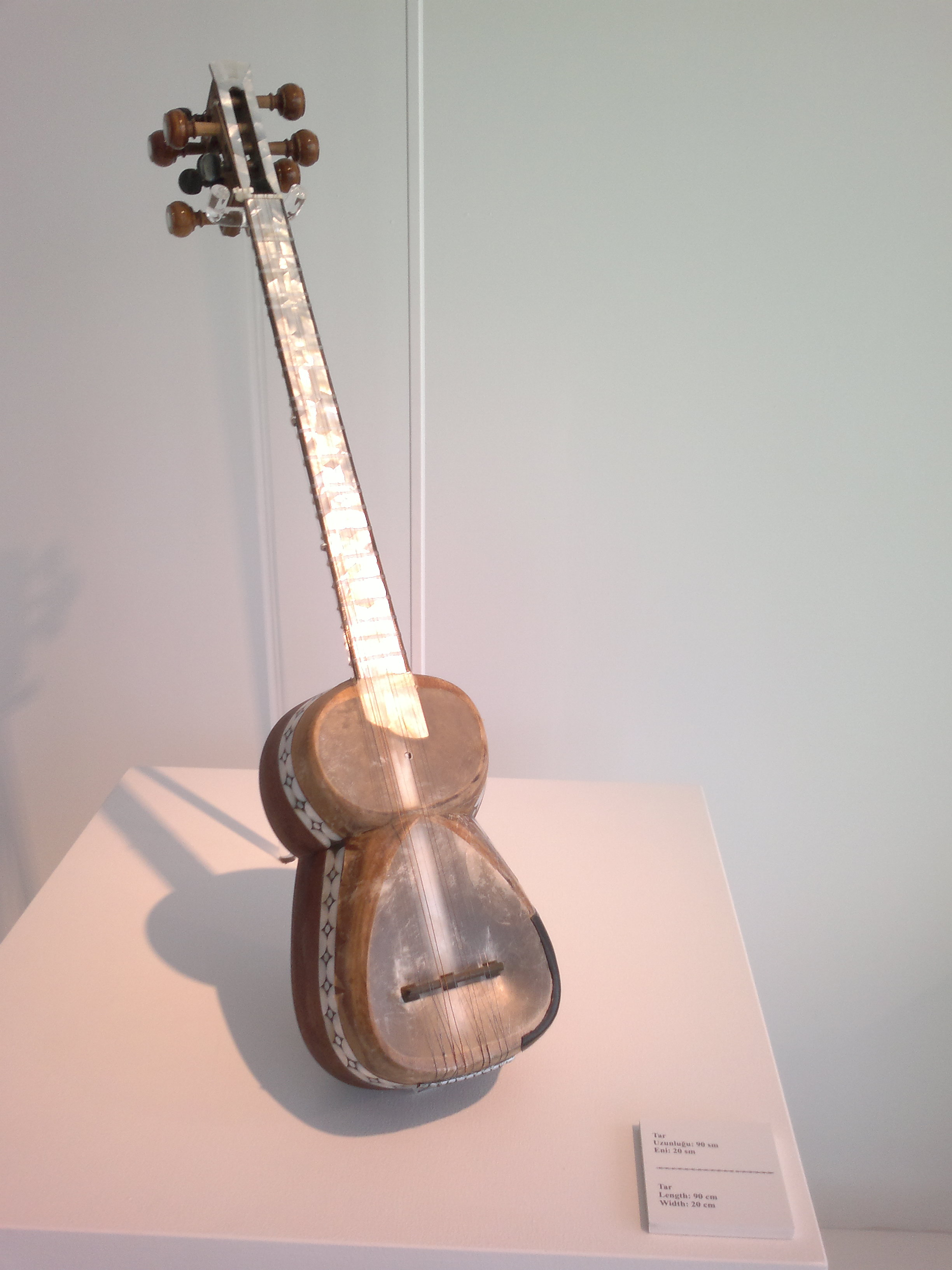
Tar kavkazského typu s 11 strunami

Rozlišujeme však i druhý typ taru tzv. „Tār-e qafqāzi“ (Tar z Kavkazu), který je používán především v Ázerbájdžánu. Byl vyroben roku 1870 Sadigjanem a je považován za národní hudební nástroj Ázerbájdžánu. Kavkazský tar se od perského taru liší tím, že místo standardních šesti strun jich má jedenáct, také má méně zúžené středové místo ozvučnice (střed té osmičky), což je pravděpodobně způsobeno tím, že obě části se běžně vyrábějí zvlášť a slepují dohromady. Ozvučnice se místo jehněčí kůží potahuje osrdečníkem z vola.
Na rubu ázerbájdžánské mince 1 qəpik ražené od roku 2006 a na líci ázerbájdžánské bankovky 1 manat vydávané od roku 2006 je vyobrazen kavkazský tar. V roce 2012 bylo na žádost Ázerbájdžánu řemeslo svázané s výrobou tohoto hudebního nástroje a uměním hry na něj zařazeno na seznam nehmotného dědictví UNESCO.

## Významné osobnosti hry na tar
- Qolam Hosseyn Darvish (1872–1926) – perský hudební skladatel, hráč na tar a setar
- Ali Naqi Vaziri (1886–1979) – perský hudební skladatel, teoretik a tarový virtuóz
- Ali Akbar Shahnazi (1897–1985) – perský hudební skladatel
- Morteza Neydavud (1900–1990) – perský hudební skladatel
- Abdolhosseyn Xan Shahnazi (1905?–1949) – perský hudební skladatel
- Meshadi Jamil Amirov (1875–1928) – ázerbájdžánský hudební skladatel
- Mirza Sadig (1846–1902) – ázerbájdžánský folkový muzikant, tvůrce ázerbájdžánského taru

## Galerie

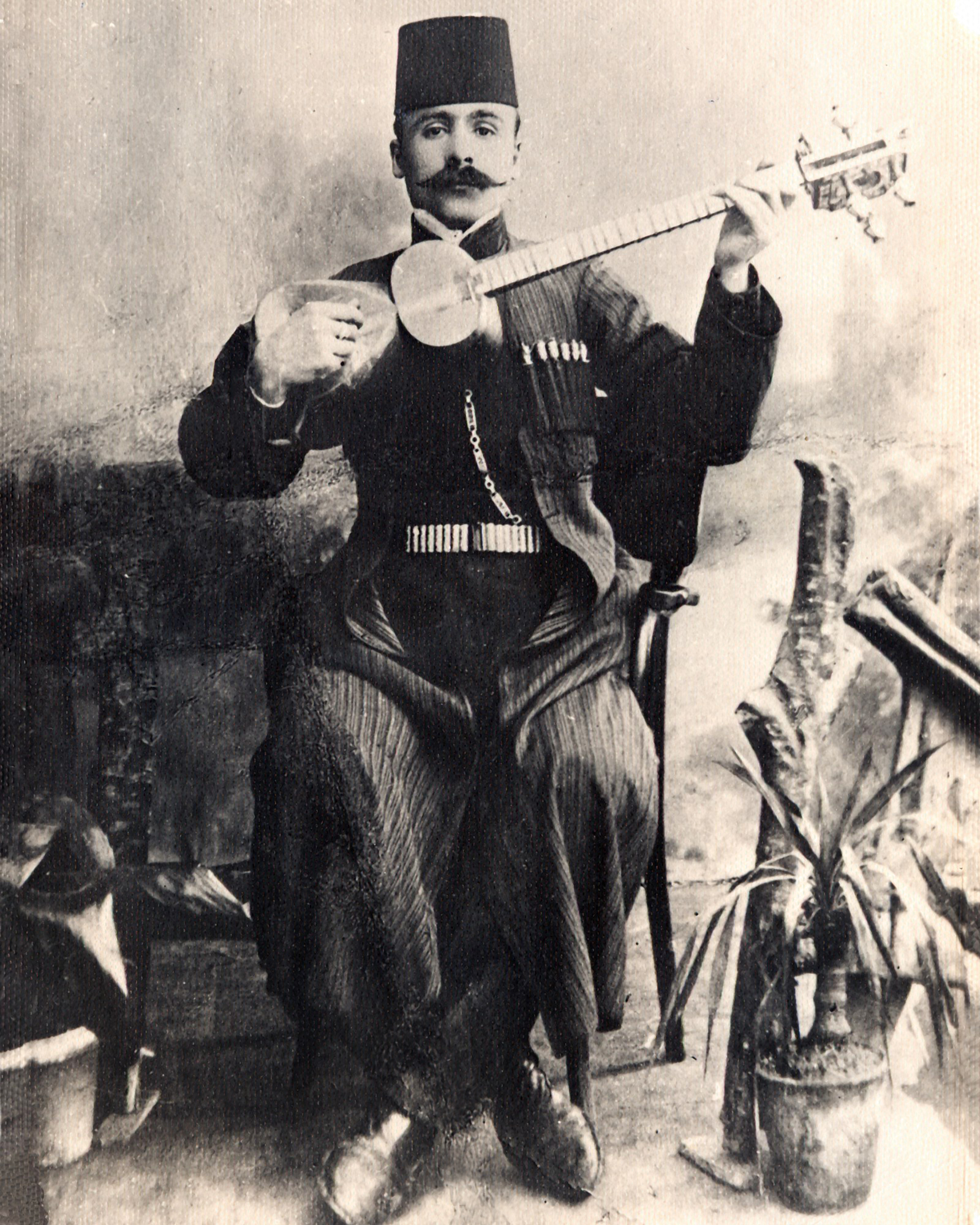
Meshadi Jamil Amirov (1875-1928) hrající na tar
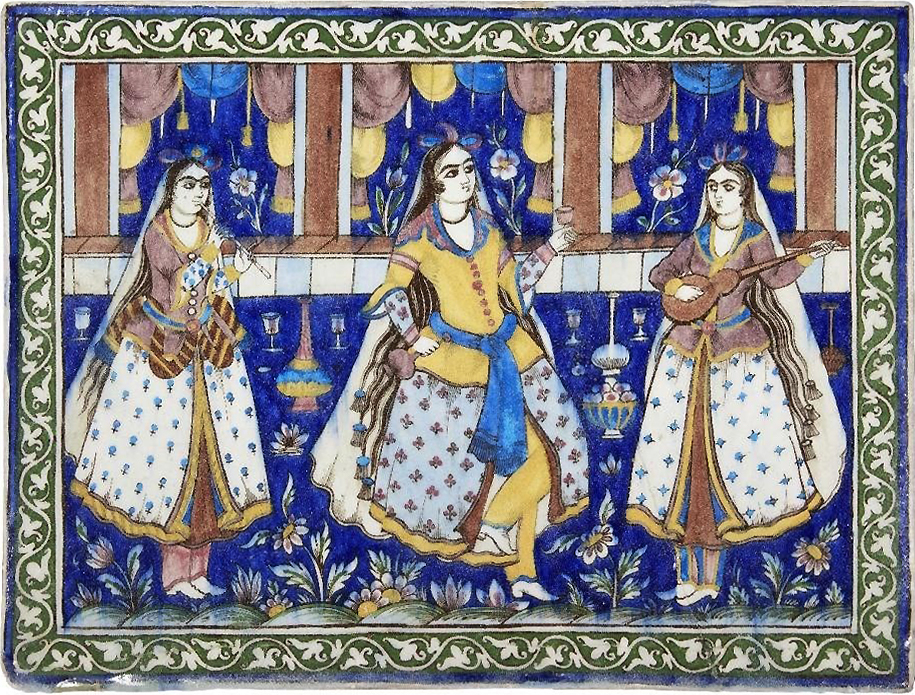
Scéna s ženami, které hrají na ney, tar a tancují, 19. století (Írán za vlády Kadžárovců)
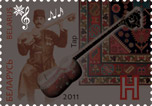
Poštovní známka Běloruska, 2011
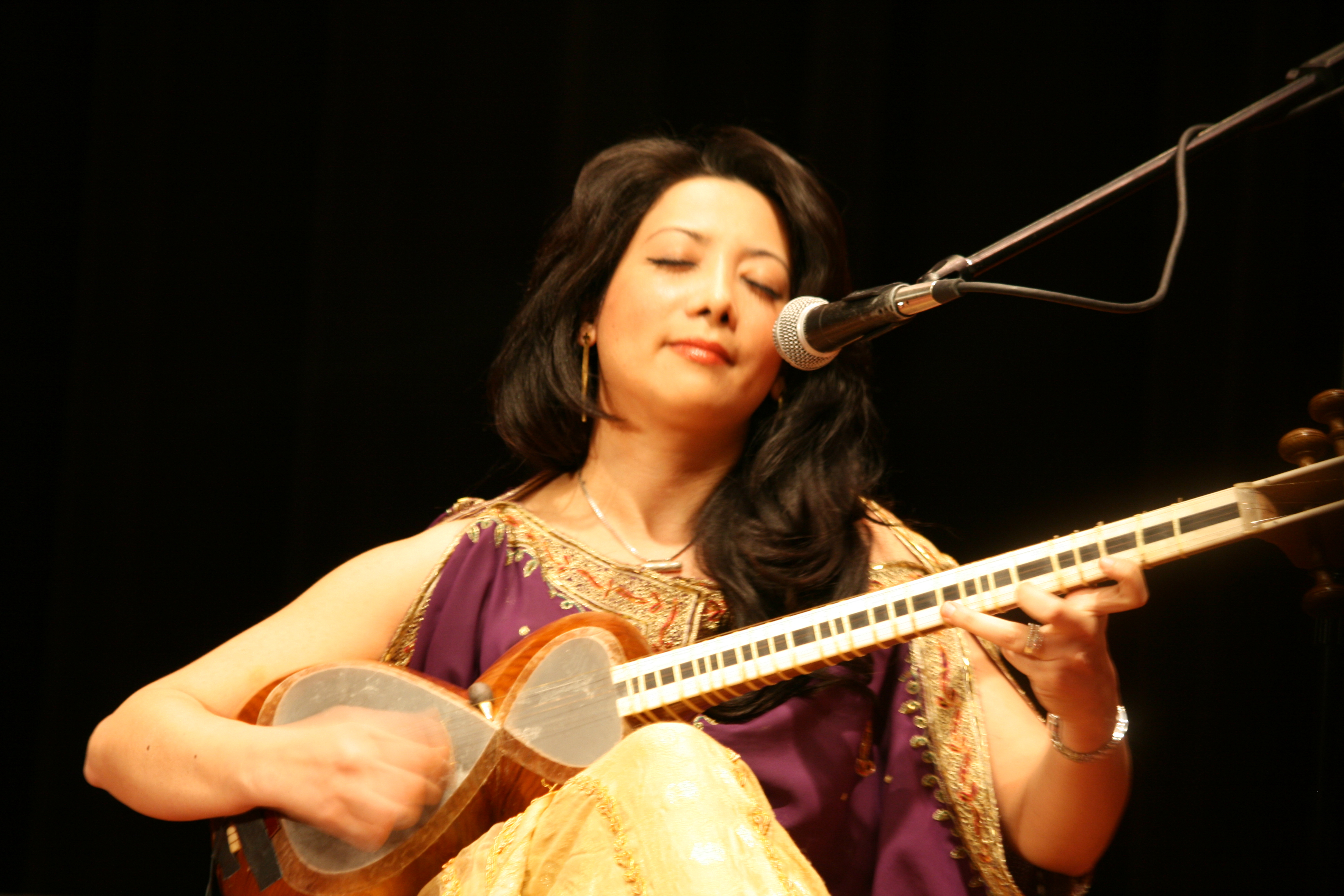
Sahba Motallebi, Íránská zpěvačka hrající na tar
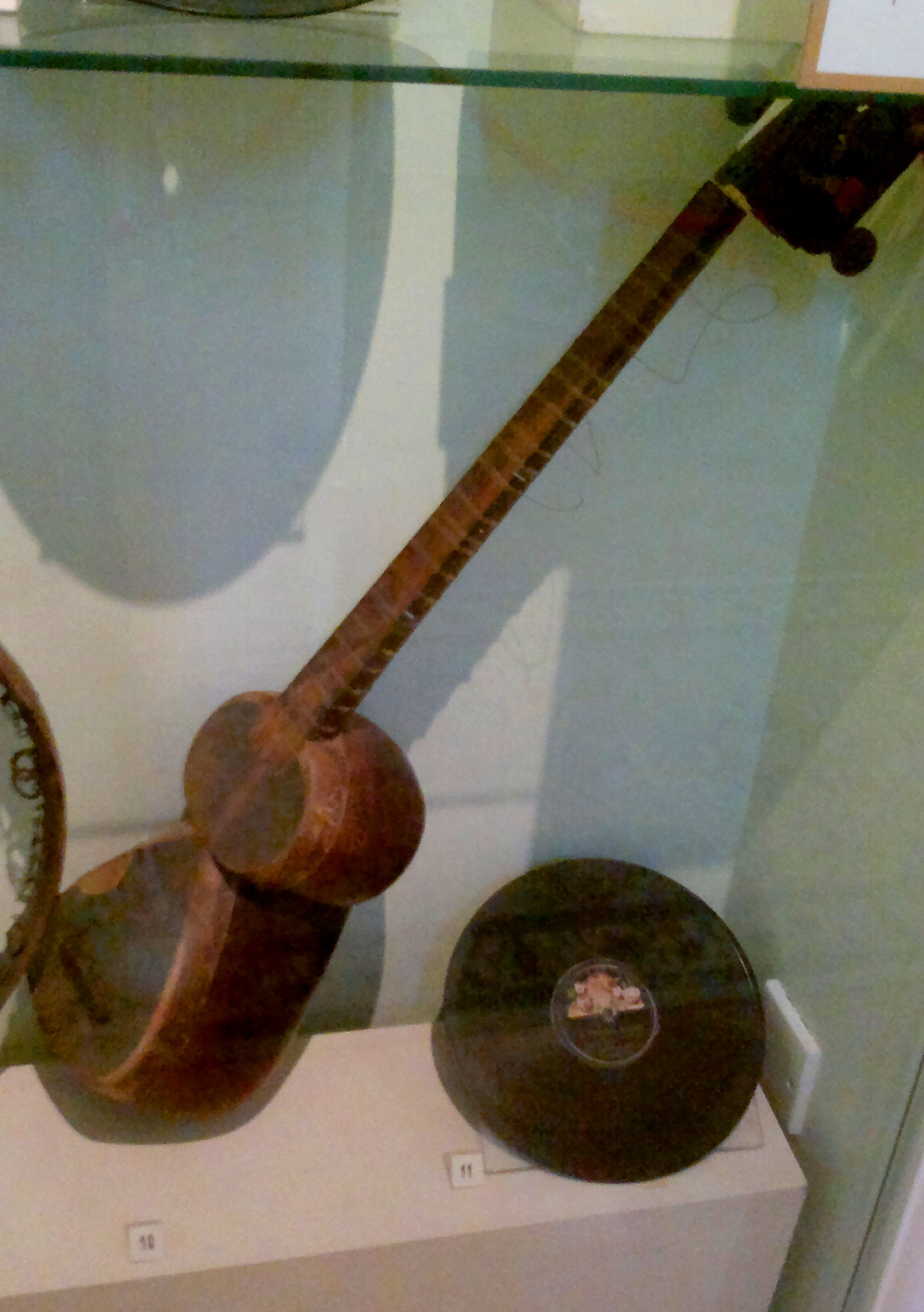
Tar Ahmeda Bakikhanova, Muzeum historie Ázerbájdžánu.
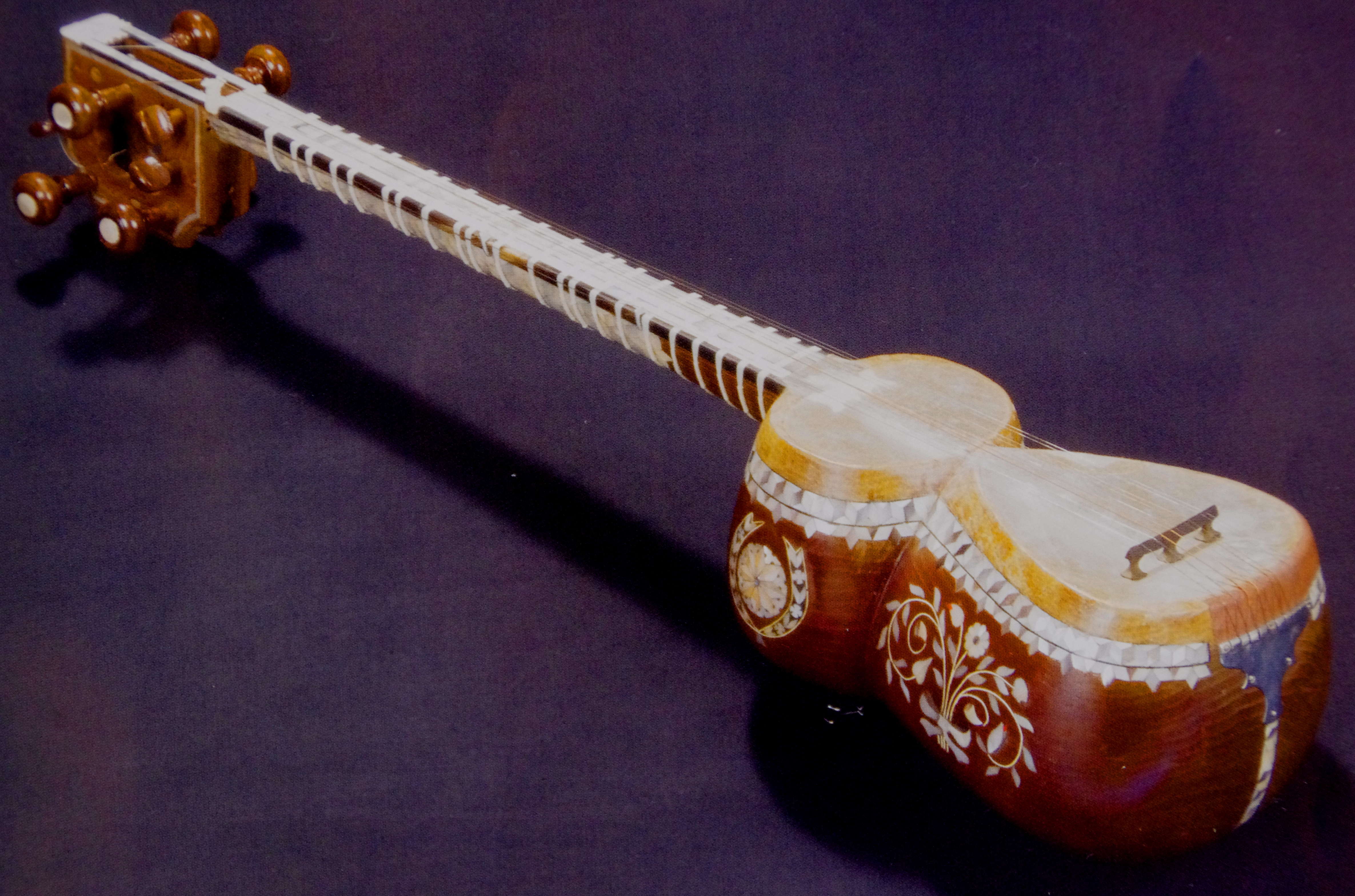
Ázerbájdžánský tar
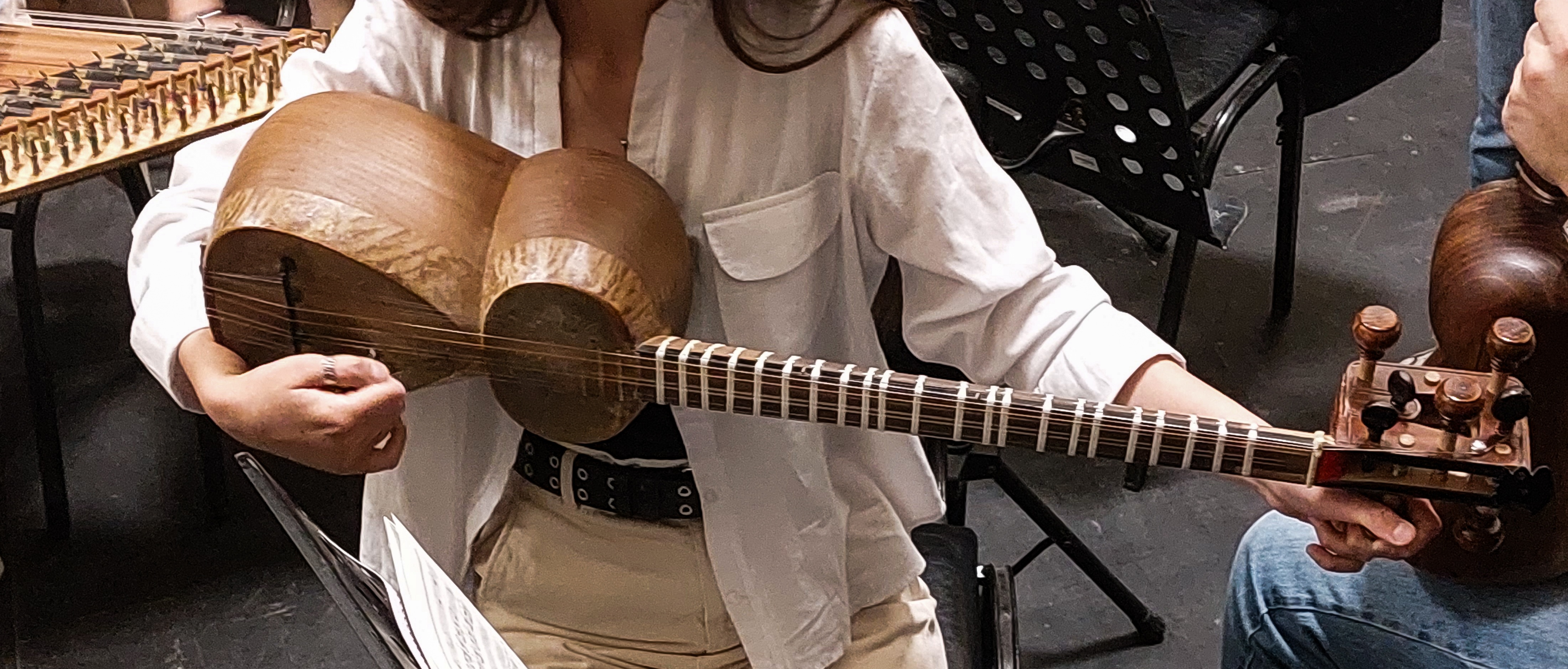
Tar s 22 pražci
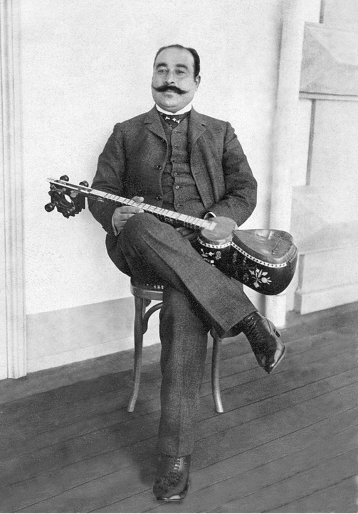
Suleyman bey Mansurov (1872-1955) s tarem
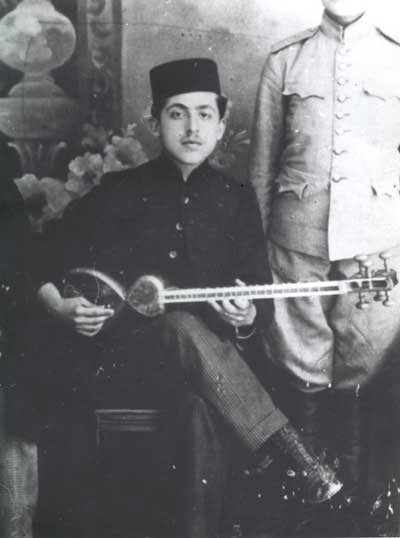
Morteza Neydavoud, představitel klasické perské hudby, hrající na Šírázký typ taru
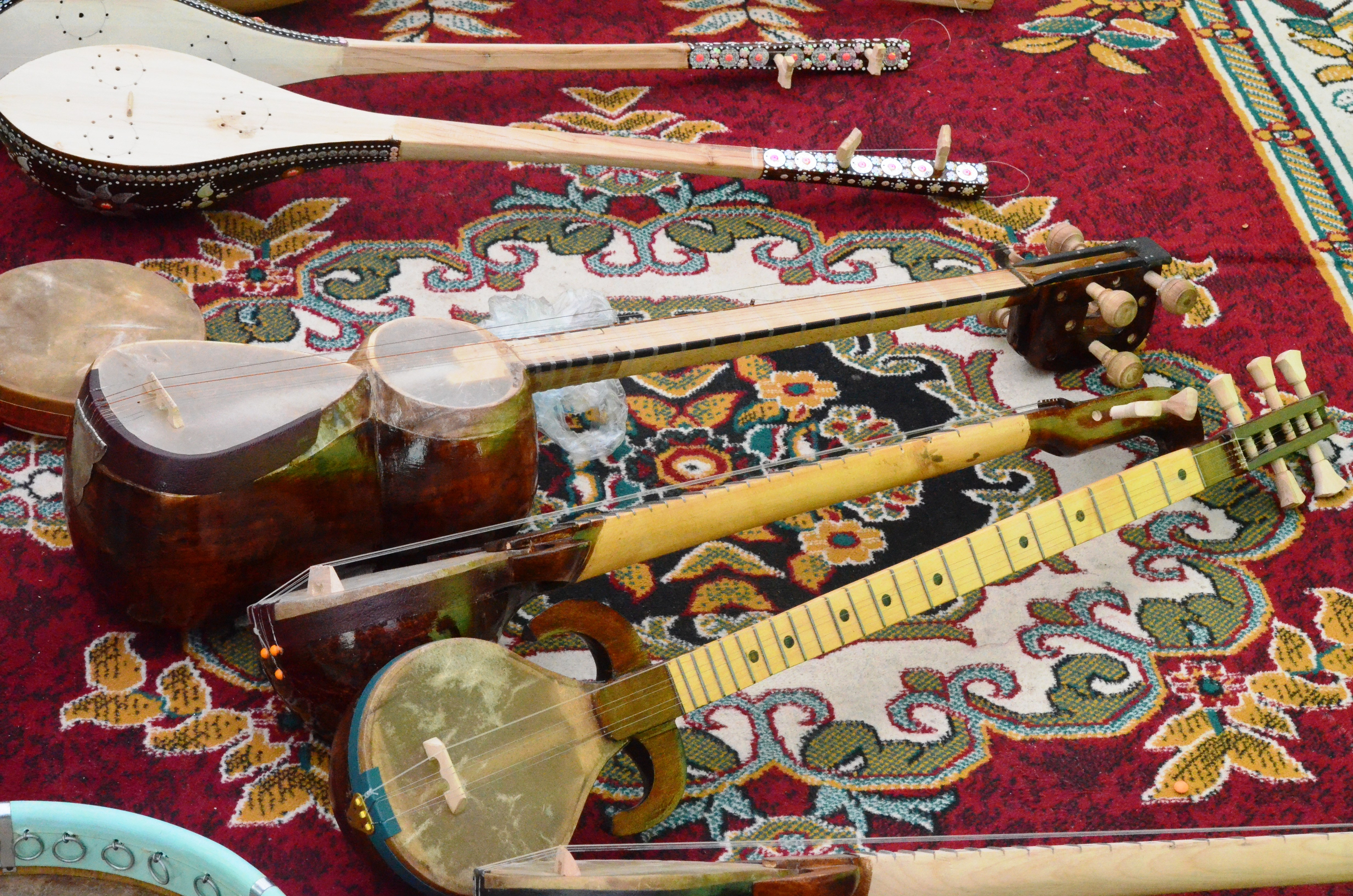
Srovnání rabābů, taru a dotarů v Tádžikistánu